# Gregg L. Semenza
Gregg L. Semenza (* 12. července 1956 New York) je americký profesor pediatrie, biologické chemie a onkologie na Univerzitě Johnse Hopkinse a laureát Nobelovy ceny za fyziologii nebo lékařství v roce 2019. Působí jako ředitel cévního programu na Ústavu pro buněčné inženýrství. V roce 2016 získal Laskerovu cenu. Je známý díky svému objevu HIF-1α, který umožňuje rakovinným buňkám přizpůsobit se prostředí s nedostatkem kyslíku. V roce 2019 obdržel společně s Peterem Ratcliffem a Williamem Kaelinem Nobelovu cenu za fyziologii nebo lékařství za objev způsobu, jak buňky vnímají a přizpůsobují se dostupnosti kyslíku.

## Život
Gregg Semenza se narodil roku 1956 v newyorském Flushingu. Po absolvování střední školy Sleepy Hollow High School v roce 1974 začal studovat lékařskou genetiku na Harvardově univerzitě. Poté studoval na Pensylvánské univerzitě, kde roku 1984 získal za svojí práci o sekvenci genů spojených s recesivní genetickou poruchou beta-talasémie doktorát. Následně absolvoval Duke University Hospital v oboru pediatrie a postdoktorandské stipendium na Univerzitě Johnse Hopkinse. Po ukončení studií založil a stal se prvním ředitelem cévního programu na Ústavu pro buněčné inženýrství při Univerzitě Johnse Hopkinse.
Semenza je ženatý s Laurou Kaschovou-Semenzovou, se kterou se seznámil během studií na Univerzitě Johnse Hopkinse a která provozuje jedno z univerzitních zařízení pro genotypizaci.

## Výzkum

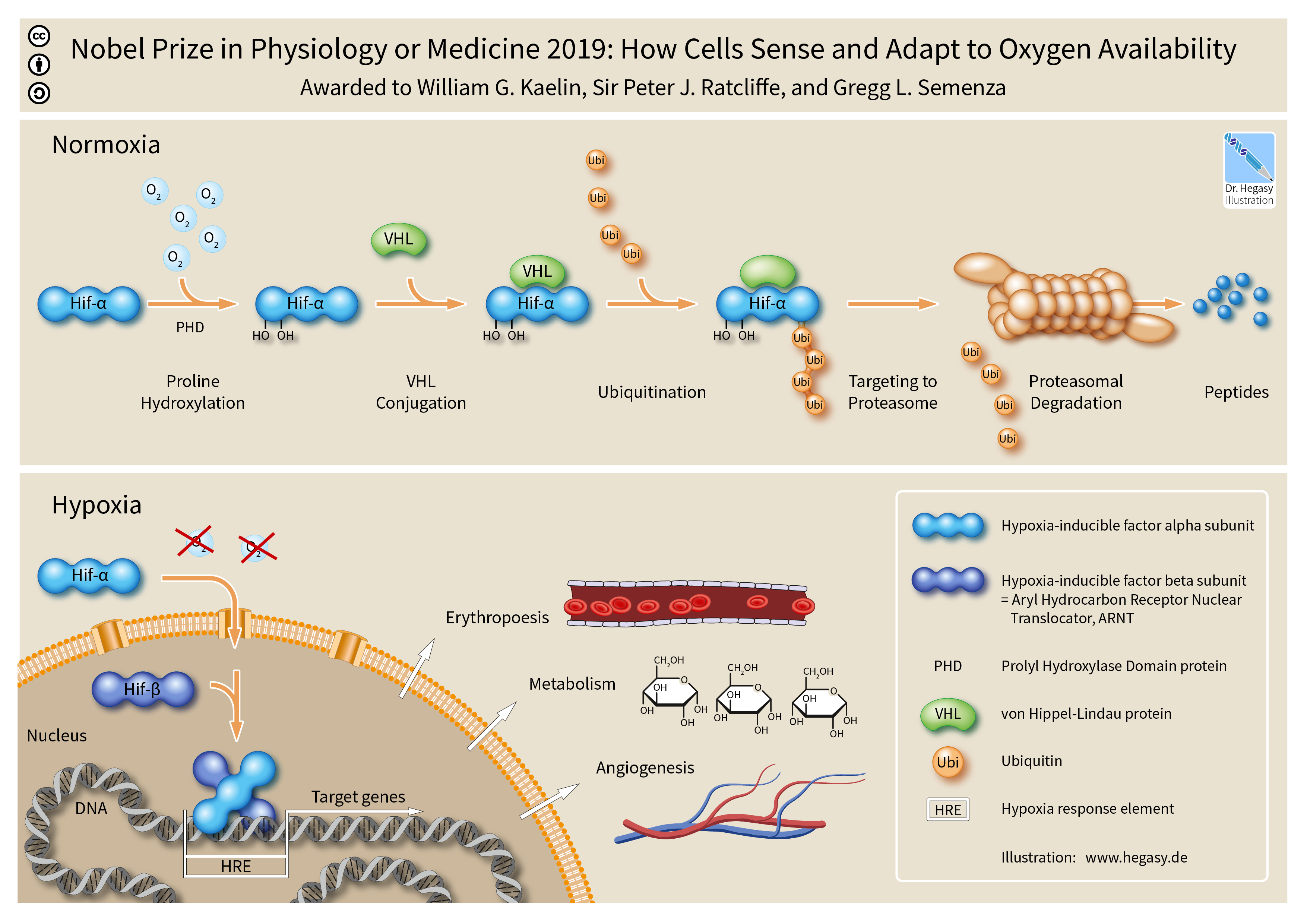
Ilustrace toho, jak buňky vnímají a přizpůsobují se dostupnosti kyslíku

Semenza zkoumal genovou expresi u transgenních zvířat, aby určil, jak ovlivňuje produkci erythropoetinu (EPO) v jejich těle. Podařilo se mu identifikovat genové sekvence, které exprimují hypoxií-indukovaný faktor (HIF). Jeho práce ukázala, že HIF proteiny se skládají ze dvou částí; HIF- 1β a HIF-1α, která se za běžných okolností rozpadá. Zabránit tomuto procesu, jak Semenza ukázal, dokáže pouze nízká hladina kyslíku v těle. O HIF-1α dále zjistil, že je nezbytný pro výrobní proces EPO, protože testované subjekty, které měly nedostatek HIF-1α, vykazovaly malformované krevní cévy a sníženou hladinu EPO. Dalším Semenzovým objevem bylo, že nadprodukce HIF-1α může vést k rakovině.
Semenzův výzkum se překrývá s výzkumem Williama Kaelina a Petera Ratcliffea ohledně mechanismu detekce kyslíku v buňkách a toho, jak je produkce EPO regulována HIF a dalšími faktory. To vedlo k vývoji léků, které pomáhají léčit anémii, rakovinu a selhání ledvin.

## Vybraná ocenění
- 1989: Lucille P. Markey Scholar Award in Biomedical Science[12]
- 1995: Členství v American Society for Clinical Investigation[13]
- 2000: E. Mead Johnson Award for Research in Pediatrics[14]
- 2008: Členství v Národní akademii věd Spojených států amerických[15]
- 2008: Členství ve Association of American Physicians[16][12]
- 2010: Gairdner Foundation International Award[17]
- 2012: Členství v Institute of Medicine[18]
- 2012: The Scientific Grand Prize of the Lefoulon-Delalande Foundation[19]
- 2012: Stanley J. Korsmeyer Award, American Society for Clinical Investigation[20]
- 2014: Wiley Prize[21]
- 2016: Lasker Award (Spolu s Williamem Kaelinem a Peterem Ratcliffem)[10][22]
- 2019: Nobelova cena za fyziologii nebo lékařství společně s Peterem Ratcliffem a Williamem Kaelinem, „za objev způsobu, jak buňky vnímají a přizpůsobují se dostupnosti kyslíku”.[4][23][24]

## Kontroverze
Po udělení Nobelovy ceny se v databázi PubPeer začaly objevovat upozornění na Semenzovy studie, které nesou známky falšování dat. Na základě manipulace a falšování obrázků ve článcích byl nejprve nucen stáhnout čtyři publikace z významného vědeckého časopisu PNAS. Následně čelil vyšetřování vedeném vydavatelstvím časopisu Nature pro integritu své práce u dalších 17 studií. Výsledkem bylo, že ke konci roku 2023 měl Semenza retrahováno již 10 článků a v databázi PubPeer přes 50 upozornění na různé pochybnosti v jeho vědeckých publikacích, ve kterých je často korespondenčním autorem. Semenza se tak stává nobelistou v jehož pracích bylo identifikováno jedno z největších množství podvodů.
V pracích Petera Ratcliffa a Williama Kaelina, kteří obdrželi Nobelovu cenu spolu se Semenzou, nebyly známky falšování dat objeveny..